# Ectrocta diaphana
Ectrocta diaphana is een vlinder uit de familie van de echte spinners (Bombycidae). De wetenschappelijke naam van de soort is voor het eerst geldig gepubliceerd in 1892 door George Francis Hampson.